# Фурсов, Алексей Васильевич
Алексей Васильевич Фурсов (род. 6 октября 1974, Ленинград) — российский предприниматель, продюсер, основатель и руководитель сети ресторанов «Евразия», сети спортивных клубов «Fitness House», инициатор создания турнира Гран-При Фитнес-Хаус.

## Биография
Родился 6 октября 1974 года в Ленинграде. В 1995 году окончил Санкт-Петербургский государственный университет экономики и финансов по специальности бухгалтерский учет. В 2004 году окончил Северо-Западную академию государственной службы по специальности управление персоналом. В 1994 году начал свою карьеру экономистом в Инкомбанке. В период с 1995 года по 2001 год был руководителем коммерческих компаний Атлантис, Дек Плюс, Великий город. 
В 2001 году основал и возглавил ресторанную группу «Евразия Холдинг», постоянно развивая ее личным участием и создав к 2020 году сеть из 115-ти ресторанов. 
В 2007 году открыл сеть спортивных клубов Fitness House и со временем учредил Гран-При этого бренда, ставший популярным в мире бодибилдинга и фитнес-бикини. В 2012 году сеть Fitness House заняла 8-е место, а к концу 2018 года  4-е по количеству объектов в России. По версии ресурса BillionCity спортивный клуб «Fitness House на Чкаловской» в Санкт Петербурге вошел в первую 20-ку лучших фитнес-клубов России в 2020 году . По оценке Алексея Фурсова, оборот сети составляет примерно 3 млрд рублей в год. 
В 2009 году Фурсов создал киностудию и продюсерский центр Frame Fabrique. 
В июне 2012 года приобрел, с целью реновации, сеть ресторанов "Япоша", основанную холдингом Ginza project и попавшую под банкротство по заявлению проходящего санацию банка «Траст».  
В 2016 году запустил проект создания сети парков Mouse House. 
В 2017 году принимал участие в расширении  сети ресторанов восточной кухни «Чабрец» и открытии сети буфетов «Хомяки». 
В 2019 году совокупная выручка сети ресторанов Фурсова, по данным открытых источников, составила 2,9 млрд рублей. 
В 2020 году, из-за экономических последствий карантинных мер связанных с COVID-19, Алексей Фурсов снизил на 50% стоимость услуг предоставляемых его спортивной сетью Fitness House, а в части ограничений ресторанного сектора участвовал в диалоге с властями Санкт-Петербу́рга в поиске компромиссных решений. В период пандемии Фурсов закрыл в Санкт-Петербурге два действующих заведения и открыл одно новое.
В рейтинге миллиардеров, по версии издания Деловой Петербург, с 2015 года по 2017 год находился в 6-м и 7-м десятке. В 2018 году занял 77-е место с капиталом в 12,02 млрд рублей.

## Достижения и награды
- 2005 — признан лучшим Менеджером года по версии проекта Деловой Петербург[34].
- 2008 — стал лауреатом премии «Шеф года - 2008» в номинации «Шеф-прорыв», в категории «услуги»[35].
- 2011 — стал финалистом международного конкурса «Предприниматель года» в России[36], а так же победителем конкурса «Шеф года-2011» в номинации «Прорыв-услуги»[37][38].

## Интервью
- «МВА у нас не работает?!» видео-интервью А.Фурсова журналу Человек Дела
- Алексей Фурсов на Агентстве Бизнес Новостей о последствиях коронавируса
- Интервью с Алексеем Фурсовым - Президентом сети Fitness House
- Интервью Фурсова на Antenna Daily
- Комментарий А.Фурсова для РБК по ситуации в бассейне Fitness House на улице Гашека